# Hells Bells
Pour les articles homonymes, voir Hell's Bells.
 (novembre 2012).
Si vous disposez d'ouvrages ou d'articles de référence ou si vous connaissez des sites web de qualité traitant du thème abordé ici, merci de compléter l'article en donnant les références utiles à sa vérifiabilité et en les liant à la section « Notes et références ».
Singles de AC/DC
You Shook Me All Night Long Back in Black
Pistes de Back in Black
Shoot to Thrill
Hells Bells est la première chanson de l'album Back in Black d'AC/DC. Cet album est le premier avec le chanteur Brian Johnson qui est sorti le 25 juillet 1980, cinq mois après le décès de Bon Scott, et constitue le deuxième album le plus vendu de tous les temps (toutes catégories confondues) après Thriller de Michael Jackson.

## Historique
Hells Bells (« Les cloches des enfers ») constituera le premier single de cet album (la face B du 45T contient What do you do for money, honey?) qui se hissera en 50e position dans les charts U.S.
Le morceau débute avec les 13 coups d'une cloche qui sonne le glas et qui, en concert, est marquée du sigle mythique du groupe. La cloche utilisée dans la chanson est une cloche en bronze coulé de 2000 livres (907,18 kg) faite par la fonderie John Taylor Bellfounders à Loughborough et est une réplique de la Denison Bell. Le logo AC/DC et "Hells Bell" sont gravés sur la cloche. le groupe a d'abord tenté d'enregistrer la Denison Bell du carillon du monument aux morts dans le Leicestershire, en Angleterre pour la chanson, mais cela s'est avéré insuffisant en raison des nuisances dues au pigeons qui nichent dans le clocher.
Cette chanson marquera l'entame de tous les concerts d'AC/DC pendant les tournées Back In Black en 1981 puis For Those About To Rock en 1982, et constitue à ce jour encore un des grands classiques du groupe, présent dans la quasi-totalité des set-lists des tournées ultérieures, trente ans après son enregistrement. La structure du morceau, et notamment son introduction hypnotique sur la base du jeu de guitare d'Angus Young auquel viennent se greffer successivement Malcolm Young, Phil Rudd puis les lignes de basse de Cliff Williams, constituent un classique du hard rock, reconnu comme tel bien au-delà des seuls fans d'AC/DC.
Cette chanson aurait été écrite en hommage à Bon Scott, bien qu'aucune allusion directe ne soit faite au chanteur dans les textes. Diverses interprétations, plus ou moins fantaisistes, ont été avancées[Qui ?] pour expliciter les paroles : Hells Bells serait une allusion au datura (Datura stramonium L.), une plante hallucinogène communément appelée « Hells Bells » (ou encore « Satan's trumpets ») dans les campagnes anglaises, la chanson serait une référence à une offensive U.S. sur le nord Viêt Nam, l'opération « Rolling Thunder », ou le titre serait tiré d'un poème d'E.A. Poe, Bells. AC/DC n'a jamais confirmé ou infirmé ces hypothèses. Brian Johnson racontera dans une interview au magazine anglais Q comment il écrivit les paroles dans un état second : « I don't believe in God or Heaven or Hell. But something happened. We had these little rooms like cells with a bed and a toilet, no TVs. I had this big sheet of paper and I had to write some words. I was going, 'oh f--k.' and I'll never forget, I just went (scribbles frantically as if his hand is possessed). I started writing and never stopped. And that was it, Hells Bells. I had a bottle of whisky and I went (generous gulps). I kept the light on all night, man. »
Les fréquents emprunts à un vocabulaire satanique dans les textes feront de Hells Bells un titre décrié, notamment dans les diverses campagnes de fondamentalistes chrétiens contre le rock en général et le hard rock en particulier. Hell's Bells - The Dangers of Rock and Roll est du reste le nom d'une série vidéo de Eric Holmberg supposée prévenir les jeunes américains des dangers de la culture rock.
La chanson apparaît également sur Who Made Who, la bande son du film Maximum Overdrive et sur la bande-annonce du film Overlord. À partir de 1998 à San Diego aux États-Unis, Hells Bells est jouée pour annoncer l'entrée dans un match du lanceur de baseball Trevor Hoffman, ce qui lance une mode d'utiliser ainsi des morceaux hard rock ou heavy metal dans les stades du baseball majeur.

## Classement par pays
| Classement (1981)                | Meilleure position |
| -------------------------------- | ------------------ |
| Allemagne (Media Control Charts) | 25                 |
| États-Unis (Mainstream Rock)     | 50                 |
| France (IFOP)                    | 8                  |

| Classement (1981) | Meilleure position |
| ----------------- | ------------------ |
| France (SNEP)     | 49                 |

## Dans le sport
La chanson a été utilisée comme musique d'entrée pour l'ancien joueur de la Ligue majeure de baseball (MLB) Trevor Hoffman lors des matchs à domicile de 1998 à 2010,.
La chanson est jouée avant chaque match à domicile des Devils du New Jerseyde la Ligue nationale de hockey (LNH), lorsque les joueurs entrent sur la glace.